# Văn hóa Bắc Sơn
Văn hóa Bắc Sơn là một nền văn hóa cổ đại Việt Nam ở sơ kỳ thời đại đồ đá mới có niên đại sau nền văn hóa Hòa Bình, cách ngày nay từ một vạn đến tám ngàn năm. Bắc Sơn là đặt theo tên huyện Bắc Sơn (tỉnh Lạng Sơn), nơi đầu tiên phát hiện những di vật của nền văn hóa này. Các bộ lạc chủ nhân của văn hóa Hòa Bình đã tạo ra nền văn hóa Bắc Sơn.

## Phân bố
Không gian của Văn hóa Bắc Sơn là các miền đất thuộc các tỉnh Lạng Sơn, Thái Nguyên, Hòa Bình, Ninh Bình, Thanh Hóa, Nghệ An... ngày nay. Tính đến năm 1997, đã có 51 điểm văn hóa Bắc Sơn được tìm thấy và khai quật. Trong số đó, có 8 địa điểm tìm thấy di cốt người.
Người nguyên thủy trong nền văn hóa Bắc Sơn trú trong hang động, mái đá gần sông, suối. Họ sống bằng săn bắn, hái lượm. Họ cũng bắt đầu canh tác nông nghiệp ở mức độ rất sơ khai. Công cụ lao động của họ làm bằng đá đẽo hoặc mài và từ tre, gỗ. Các công cụ này tỏ ra tinh vi hơn so với công cụ của người nguyên thủy thời văn hóa Hòa Bình. Đặc biệt, người nguyên thủy thời văn hóa Bắc Sơn đã biết làm đồ gốm. Họ thích trang sức hơn so với người thời văn hóa Hòa Bình và có nơi cư trú tương đối ổn định hơn.